# Provinz Pacasmayo
Die Provinz Pacasmayo liegt in der Region La Libertad im Nordwesten von Peru. Die Provinz wurde im Jahr 1821 gegründet. Sie hat eine Fläche von 1126,47 km². Beim Zensus 2017 lebten 102.897 Menschen in der Provinz. Im Jahr 1993 lag die Einwohnerzahl bei 78.927, im Jahr 2007 bei 94.377. Verwaltungssitz ist die Stadt San Pedro de Lloc.

## Geographische Lage
Die Provinz Pacasmayo liegt etwa 80 km nordnordwestlich der Großstadt Trujillo in der ariden Küstenregion Perus. Sie erstreckt sich über einen etwa 40 km breiten Küstenabschnitt an der Pazifikküste im Nordwesten der Region La Libertad. Die Provinz reicht bis zu 41 km ins Landesinnere. Der Fluss Río Jequetepeque durchfließt den Norden der Provinz in westlicher Richtung. Im Landesinneren erheben sich die Berge der peruanischen Westkordillere.
Die Provinz Pacasmayo grenzt im Norden an die Provinz Chepén, im Nordosten an die Provinz Contumazá (Region Cajamarca) sowie im Südosten an die Ascope.

## Verwaltungsgliederung
Die Provinz Pacasmayo gliedert sich in folgende fünf Distrikte. Der Distrikt San Pedro de Lloc ist Sitz der Provinzverwaltung.
| Distrikt          | Verwaltungssitz       |
| ----------------- | --------------------- |
| Guadalupe         | Guadalupe             |
| Jequetepeque      | Jequetepeque          |
| Pacasmayo         | Pacasmayo             |
| San José          | San José de Pacasmayo |
| San Pedro de Lloc | San Pedro de Lloc     |